# Men in Black: International
Pour les articles homonymes, voir MIB et Men in Black.
Série Men in Black
Men in Black 3
(2012)
Pour plus de détails, voir Fiche technique et Distribution.
Men in Black: International, ou Hommes en noir : International au Québec, est un film sino-américain réalisé par F. Gary Gray, sorti en 2019.
Il s'agit d'un spin-off des trois précédents opus de la franchise cinématographique Men in Black, elle-même basée sur les comics créés par Lowell Cunningham et initialement édités par Malibu Comics.

## Synopsis
En 2016 à Paris, les agents H et Grand T, des MIB de Londres, contrent l'attaque d'une race extra-terrestre nommée « La Ruche », au sommet de la tour Eiffel. Flashback, 20 ans plus tôt, à Brooklyn, une fillette prénommée Molly rencontre un jeune extraterrestre dans sa chambre et voit ses parents se faire « neurolyser » par des « Men In Black » devant sa maison. En 2019, après des années de recherche et de surveillance, Molly localise le quartier général des MIB. Repérée dès son entrée, elle se retrouve en isolement. Alors qu'on s'apprête à lui effacer la mémoire, elle réussit à convaincre l'agent O de lui donner sa chance. En tant qu'agent stagiaire M, Molly est envoyée dans l'agence londonienne où elle collabore avec l'agent H. Alors qu'une enquête sur un meurtre mystérieux lié à la Ruche les conduit à Marrakech et en Italie, ils découvrent l'existence de la menace la plus importante que les MIB aient rencontrée à ce jour : une taupe au sein de leur organisation.

## Fiche technique
Sauf indication contraire, les informations mentionnées dans cette section peuvent être confirmées par les bases de données cinématographiques IMDb et Allociné,  présentes dans la section « Liens externes ».
- Titre original et français : Men in Black: International
- Titre québécois : Hommes en noir : International
- Réalisation : F. Gary Gray
- Scénario : Art Marcum et Matt Holloway, d'après les comics Men in Black de Lowell Cunningham
- Musique : Chris Bacon et Danny Elfman
- Direction artistique : Loic Zimmermann, Su Whitaker, Paul Wescott, Marco Trentini, Mark Swain, Aaron Sims, Sandra Phillips, Chris 'Flimsy' Howes, David Doran, Thomas Brown, Julian Ashby et Abdellah Achir
- Décors : Charles Wood
- Costumes : Penny Rose
- Photographie : Stuart Dryburgh
- Son : Paul N. J. Ottosson, Julian Slater, Nicholas Cochran, Hamilton Sterling, Peter Lindsay
- Montage : Christian Wagner, Matthew Willard et Zene Baker
- Production : Walter F. Parkes et Laurie MacDonald
  - Production exécutive : Karim Debbagh (Maroc), John Bernard (France)
  - Production déléguée : Barry Sonnenfeld, Steven Spielberg, David Beaubaire, Howard Chen, Edward Cheng, Riyoko Tanaka et E. Bennett Walsh
  - Coproduction : Deven LeTendre et Michael Sharp
- Sociétés de production[2] :
  - États-Unis : Amblin Entertainment, en association avec Parkes/MacDonald Image Nation, Boies Schiller Entertainment, Hemisphere Media Capital et The Hideaway Entertainment, présenté par Columbia Pictures
  - Chine : en association avec Tencent Pictures et China Film Group Corporation
- Sociétés de distribution : Columbia Pictures et Sony Pictures Entertainment (États-Unis) ; Huaxia Film Distribution et Sony Pictures Releasing International (Chine) ; Sony Pictures Releasing France (France)
- Budget : 110 millions de $[3]
- Pays de production :  États-Unis,  Chine
- Langues originales : anglais, français, chinois
- Format[4] : couleur - D-Cinema - 2,00:1 - son Dolby Digital | Dolby Surround 7.1 | DTS (DTS: X) | Auro 11.1 | Dolby Atmos
- Genre : science-fiction, action, aventures, comédie
- Durée : 114 minutes
- Dates de sortie[5] :
  - États-Unis : 11 juin 2019 (première mondiale à New York)[6] ; 14 juin 2019 (sortie nationale)
  - France, Suisse romande : 12 juin 2019[7]
  - Québec, Chine : 14 juin 2019[8]
  - Belgique : 19 juin 2019[9]
- Classification[10] :
  - États-Unis : accord parental recommandé, film déconseillé aux moins de 13 ans (PG-13 - Parents Strongly Cautioned)[Note 1]
  - France : tous publics[11]
  - Belgique : tous publics (Alle Leeftijden)[9]
  - Suisse romande : interdit aux moins de 12 ans[12]
  - Québec : tous publics (G - General Rating)[8]
  - Chine : pas de système

## Distribution
- Chris Hemsworth (VF : Adrien Antoine ; VQ : Martin Desgagné) : l'agent H / Henry
- Tessa Thompson (VF : Aurélie Konaté ; VQ : Marie-Evelyne Lessard) : l'agent M / Molly
- Liam Neeson (VF : Frédéric van den Driessche ; VQ : Éric Gaudry) : Grand T, le chef de l'agence britannique des MIB (High T en VO)
- Kumail Nanjiani (VF : Ahmed Sylla ; VQ : Nicolas Bacon) : Pionny (Pawny en VO)
- Rebecca Ferguson (VF : Laura Blanc ; VQ : Pascale Montreuil) : Riza, marchande d'armes et ex-amante de H.
- Rafe Spall (VF : Arnaud Bedouët ; VQ : Gilbert Lachance) : l'agent C
- Emma Thompson (VF : Frédérique Tirmont ; VQ : Élise Bertrand) : l'agent O, directrice de l'agence new-yorkaise des MIB.
- Laurent et Larry Nicolas Bourgeois : Les Jumeaux
- Kayvan Novak (VF : Christophe Lemoine) : Vungus, membre de la famille royale jabbabienne et meilleur ami de l'agent H / Nassr / Bassam.
- Tim Blaney (VF : Philippe Peythieu) : Frank le chien (voix)
- Thomas Pesquet : lui-même (caméo, images d'archive, uniquement dans la version distribuée dans les cinémas français)
- Ariana Grande : elle-même
- Will Smith : Agent J (caméo photo) (non crédité)
- Tommy Lee Jones : Agent K (caméo photo) (non crédité)

Sources et légende: version française sur AlloDoublage et version québécoise (VQ) sur Doublage.qc.ca

## Production

### Genèse et développement
En septembre 2015, les producteurs Walter F. Parkes et Laurie MacDonald annoncent que le prochain film de la franchise cinématographique Men in Black sera un reboot sans les personnages incarnés par Will Smith et Tommy Lee Jones dans les trois précédents films. En mars 2016, James Bobin est annoncé comme réalisateur d'un projet de crossover mêlant deux franchises de Sony Pictures : Men in Black et 21 Jump Street. Finalement, ce projet est remplacé par un film spin-off. Art Marcum et Matt Holloway sont engagés pour écrire le scénario en septembre 2017. En février 2018, F. Gary Gray est choisi comme réalisateur.

### Attribution des rôles
| |  |  |
| Les acteurs Chris Hemsworth et Tessa Thompson sont choisis pour incarner le nouveau tandem central de la franchise. |  |  |

En février 2018, il est révélé que Chris Hemsworth tient le rôle principal du film. Un mois plus tard, Tessa Thompson, qu'il a déjà croisée dans Thor : Ragnarok (2017), le rejoint dans un rôle majeur. En mai 2018, Liam Neeson est annoncé dans le rôle du chef de l'agence britannique des Men in Black.
En juin 2018, Kumail Nanjiani, Rafe Spall et Les Twins se joignent à la distribution,.
En juillet 2018, il est annoncé qu'Emma Thompson reprend son rôle de l'agent O de Men in Black 3. En août 2018, Rebecca Ferguson est confirmée dans le film avec un rôle non spécifié.

### Tournage
Le tournage débute le 9 juillet 2018 à Londres. Il a notamment lieu dans les Warner Bros. Studios Leavesden dans le Hertfordshire. Certaines séquences sont ensuite tournées au Maroc, en Italie (on y voit en particulier le Castello Aragonese d’Ischia) et New York. Le 17 octobre 2018, Chris Hemsworth confirme la fin du tournage.
En juin 2019, peu après la sortie du film en salles, il est révélé que Gray a failli quitter son poste de réalisateur à cause de problèmes de production et de réécriture, et que la réalisation de certaines scènes ainsi que le montage sont de Walter F. Parkes, producteur de la saga.

## Accueil

### Sortie
La sortie américaine du film est initialement annoncée pour mai 2019. La sortie est finalement repoussée au 14 juin 2019.

### Accueil critique
Le film reçoit globalement de mauvaises critiques. Sur l'agrégateur Rotten Tomatoes, Men in Black International reçoit 23 % d'opinions pour 318 critiques et une note moyenne de 4,5⁄10. Sur Metacritic, il obtient une note moyenne de 38⁄100 pour 51 critiques. Peter DeBruge de Variety écrit notamment « la connexion entre Tessa Thompson et Hemsworth est ce qui sauve le film, mais pas ce que font leurs personnages à l'écran » et décrit le film comme « inégal ».
En France, le site Allociné propose une note moyenne de 2,3⁄5 à partir de l'interprétation de critiques provenant de 15 titres de presse.
Du côté des avis positifs, la rédaction de Closer écrit notamment « Ce blockbuster repose sur les bases de l'histoire et offre des images saisissantes ». Pour Le Journal du geek, il s'agit d'un « opus divertissant et visuellement impressionnant qui devrait plaire aux fans de la série, malgré une intrigue un peu maigre ». Dans Le Parisien, on peut lire « une aventure sans temps morts qui les mènera de Londres à Marrakech, avec un final au sein de la Tour Eiffel ».
D'autres critiques sont négatives, comme celle parue dans Le Figaro : « Tessa Thompson et Chris Hemsworth forment un tandem sympathique, mais rien n’y fait: on s’ennuie ferme. Aussi raté que Ghostbusters 3 ! ». Dans CinemaTeaser, Renan Cros écrit « On en sort avec l’étrange impression d’avoir vu un film qui s’est dissout de lui-même. Comme un coup de neurolyseur. Aussi vite vu, aussi vite oublié ». Dans La Voix du Nord, on peut notamment lire « On passe de Londres à Paris en passant par Marrakech et New York (d’où le titre). C’est amusant, mais pas captivant. On apprend au passage que Gustave Eiffel était un homme en noir et que l’astronaute Thomas Pesquet est un alien. Là, on se souvient avoir souri. ».

### Box-office
| Pays ou région    | Box-office      | Date d'arrêt du box-office | Nombre de semaines |
| ----------------- | --------------- | -------------------------- | ------------------ |
| États-Unis Canada | 80 001 807 $    | 6 octobre 2019             | 17                 |
| France            | 967 040 entrées | -                          | -                  |
| Total mondial     | 253 890 701 $   | -                          | -                  |

## Distinctions
Entre 2019 et 2020, le film Men in Black: International a été sélectionné 9 fois dans diverses catégories et n'a remporté aucune récompense.

### Nominations
2019
- Bande-annonce d'or : Meilleur blockbuster de l'été pour Sony et Rogue Planet.
- Prix du jeune public :
  - Meilleur film d'action,
  - Meilleur acteur dans un film d'action pour Chris Hemsworth,
  - Meilleure actrice dans un film d'action pour Tessa Thompson.
- Prix du public :
  - Film comique de l'année,
  - Star féminine de cinéma de l'année pour Tessa Thompson.

2020
- Alliance des femmes journalistes de cinéma : Suite ou remake qui n'aurait pas dû être fait.
- Prix du choix des enfants : Acteur de cinéma préféré pour Chris Hemsworth.
- Société des critiques de cinéma d'Hawaii (Hawaii Film Critics Society) : Pire film de l'année.